# Карасарт
Карасарт — аул в Карасукском районе Новосибирской области. Входит в состав Михайловского сельсовета.

## География
Площадь аула — 12 гектаров

## Население
| 2002 | 2007 | 2010 |
| ---- | ---- | ---- |
| 282  | ↗287 | ↘249 |

#### Национальный состав
В 2022 году в Карасарте проживали исключительно казахи и один татарин — мулла Гайса Абуталипович.

## Экономика
В прошлом экономика Карасарта зависела от совхозов, которые давали местному населению рабочие места, однако в 2000-х годах они обанкротились. По состоянию на 2022 год поля возле аула принадлежали фермерам, которые выкупили их у местного населения. Часть будущего урожая должна дастаться также и карасартовцам.

## Языки
Жители владеют русским и казахским языками. Последним пользуется преимущественно старшее поколение. Ранее казахский преподавали в школе аула.

## Религия и традиции

### Поминальный день
Так как жители аула исповедуют ислам, их жизненный уклад связан с предписаниями этой религии. Но традиционному для мусульман Курбан-байраму здесь предшествует поминальный день, сопровождающийся обходом домов, где устраиваются обеды. Причём, количество жилищ, в которых организуют трапезу, соответствует числу умерших за год. Например, в 2022 году подобных домов в ауле было семь, однако в данном случае такая цифра — результат смертности за трёхлетний период, когда Курбан-байрам фактически не отмечался.
В этот день принято закалывать барана. Кроме того, к столу подаются баурсаки, фрукты туздык с луком, которым поливают баранину, чай с молоком и т. д.
Перед трапезой мулла зачитывает молитву по усопшим, после чего гости приступают к обеду. В первую очередь съедаются шельпеки, лежащие поверх баранины.
Участники поминального обеда сидят за низкими столами, из которых самый дальний предназначен для старейшин — им подают отварную баранью голову.
Хозяева не обедают с гостями, а занимаются домашними делами, однако прерывают работу для совместной молитвы. Дети также не принимают участие в трапезе.
В завершении застолья вновь читается поминальная молитва, а гостям раздаются монетки — символ благополочия, обретённого гостями за участие в обеде.

### Курбан-байрам
После поминального дня начинается Курбан-байран. До наступления рассвета закалывают барана, при этом во время жертвоприношения вся семья должна держаться за шкуру животного.
Лепешки в этот день в Карасарте на стол не подаются, но готовят бешбармак.

## Инфраструктура
В ауле по данным на 2007 год функционируют 1 учреждение здравоохранения, 2 образовательных учреждения.